# 偏光顕微鏡

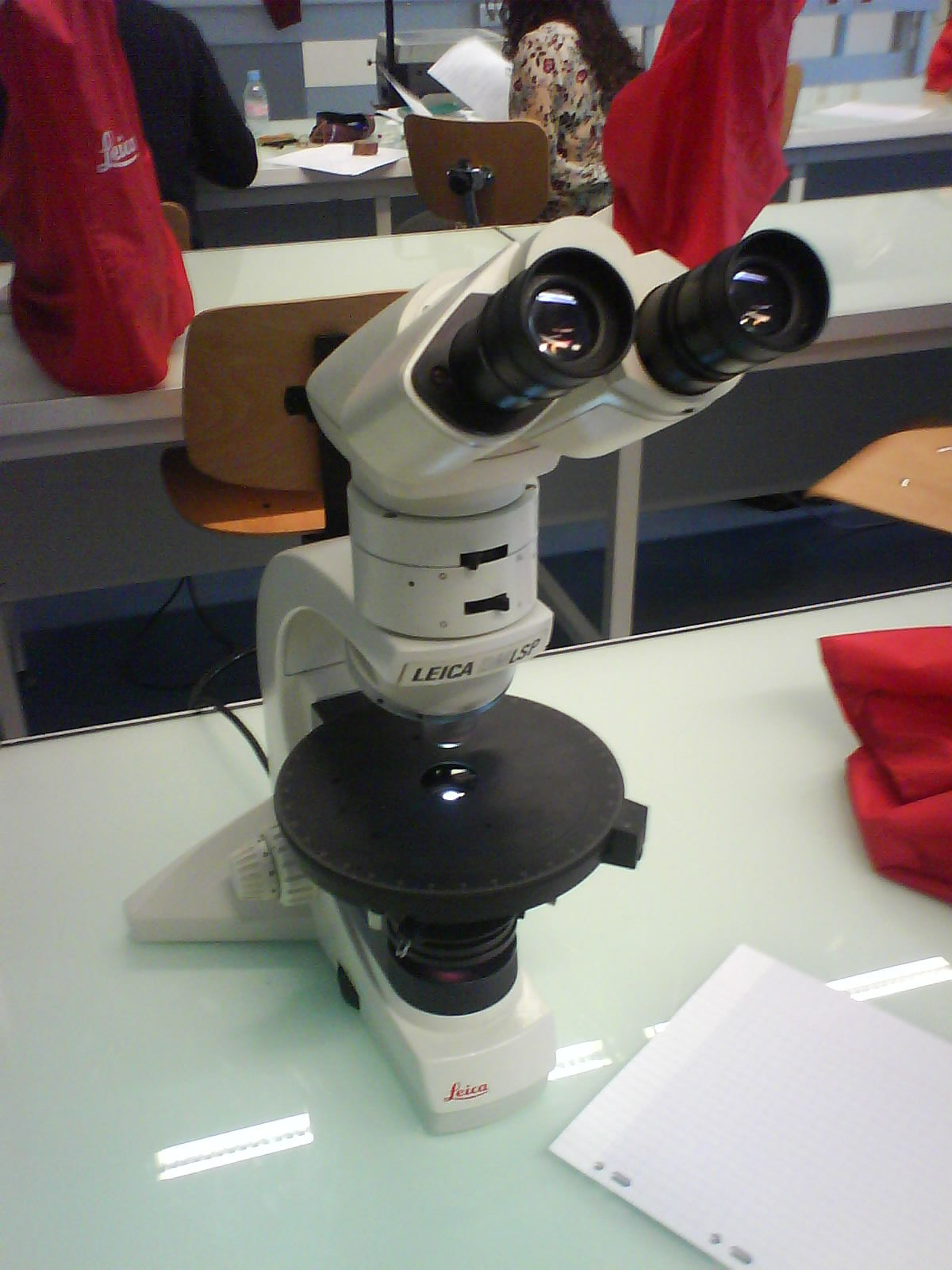
ライカ製の偏光顕微鏡

偏光顕微鏡（へんこうけんびきょう、polarization microscope または polarizing microscope）は光学顕微鏡の一種。試料に偏光を照射し、偏光および複屈折特性を観察するために用いられる。偏光特性は結晶構造や分子構造と密接な関係があるため、鉱物学や結晶学の研究で多く用いられる。他、高分子化学や液晶の研究、細胞の偏光性構造の研究などにも用いられる。

## 概要
通常の光学顕微鏡では、試料の偏光特性を観察（可視化）できない。これは人間の目に偏光特性がないためである（例外的な現象としてハイディンガーのブラシがある）。
偏光顕微鏡を用いると試料の偏光特性を輝度または色の変化として観察が可能となる。
構造上の最大の特徴は、コンデンサ部および対物レンズと接眼レンズ間の二箇所に配置された2個の偏光板である。コンデンサ部の偏光子によって試料に直線偏光を照射することを可能にしている。
1834年または1845年に英国で発明されたとされる。

## 光路
1. 光源
ハロゲンランプやタングステンランプが用いられる。かつては反射鏡を用い、太陽の間接光などを利用した。この段階では発生した光はあらゆる方向に振動している自然光である。
2. 偏光子（ポラライザ）
光源からの光を直線偏光とするために偏光板が配置される。この偏光板を「ポラライザ」・「下方ポーラー」などと呼ぶこともある。
偏光板はかつてウィリアム・ニコルが開発したニコルプリズムが使用されていた。これは方解石（三方晶系の炭酸カルシウム結晶）の透明度が高い単結晶を特定の面に沿って切り出し、2枚を張り合わせたものである。これは高価かつ材料の確保も困難であったため、のちにヨウ素を添加したポリビニルアルコール樹脂などを一方向に引っ張りながら整形して製造した「偏光フィルム」などが登場した。これは比較的安価であり、教材として使用される安価なものなどでは10cm角程度のものが数百円で購入できる。このフィルムは外力によって容易に変形してしまうため、偏光子として用いる場合には光学ガラス板でサンドイッチ状に挟みこむなどして安定した状態に整形されている（偏光#偏光を作り出す光学素子に詳細な記述がある）。
3. コンデンサーレンズ
通常の光学顕微鏡のものと基本的な構造は一緒である。ただし、光路からの出し入れが可能な構造となっている。コノスコープ観察（後述）を行う場合にのみ用いる。
4. ステージ
光路の芯を中心に回転できる構造となっている。また、回転角を測定するための目盛りが振られている。試料は観察する部分を光路の芯に位置するように配置する。このため試料用のメカニカルステージがついていることがある。
5. 対物レンズ
基本的な構造・原理は通常の光学顕微鏡のものと共通であるが、観察する偏光を乱さないために配慮が行われる。ガラスは歪みを加えると偏光特性が変化するため、レンズの固定はレンズ材にストレスがかからないように考慮して行われている。レンズ素材も偏光特性の影響がないものが選定される。対物レンズのマウントは、試料の回転軸と視野の中心を一致させることができるよう芯出し機構が取り付けられている。
6. 検板スリット
観察補助のための検板（コンペンセータ）を入れるためのスリットである。鋭敏色板・1/4波長板・くさび形水晶板などを光路に挿入するために装備されている。
7. 検光子（アナライザ）
偏光子の偏光振動面と90°になる角度で配置できる偏光板である。この偏光板を「アナライザ」・「上方ポーラー」などと呼ぶこともある。検光板は光路からの抜き差しが可能な構造となっている。
8. ベルトランレンズ
対物レンズの射出瞳ができる位置に取り付けられた凸レンズである。射出瞳を直接観察する場合（コノスコープ観察）にのみ使用されるため、光路からの抜き差しが可能な構造となっている。
9. 接眼レンズ
基本的には通常の光学顕微鏡用のものと共通である。ただし、対物レンズの芯出し用に十字レティクルの入ったものを用いることがある。

## 観察法

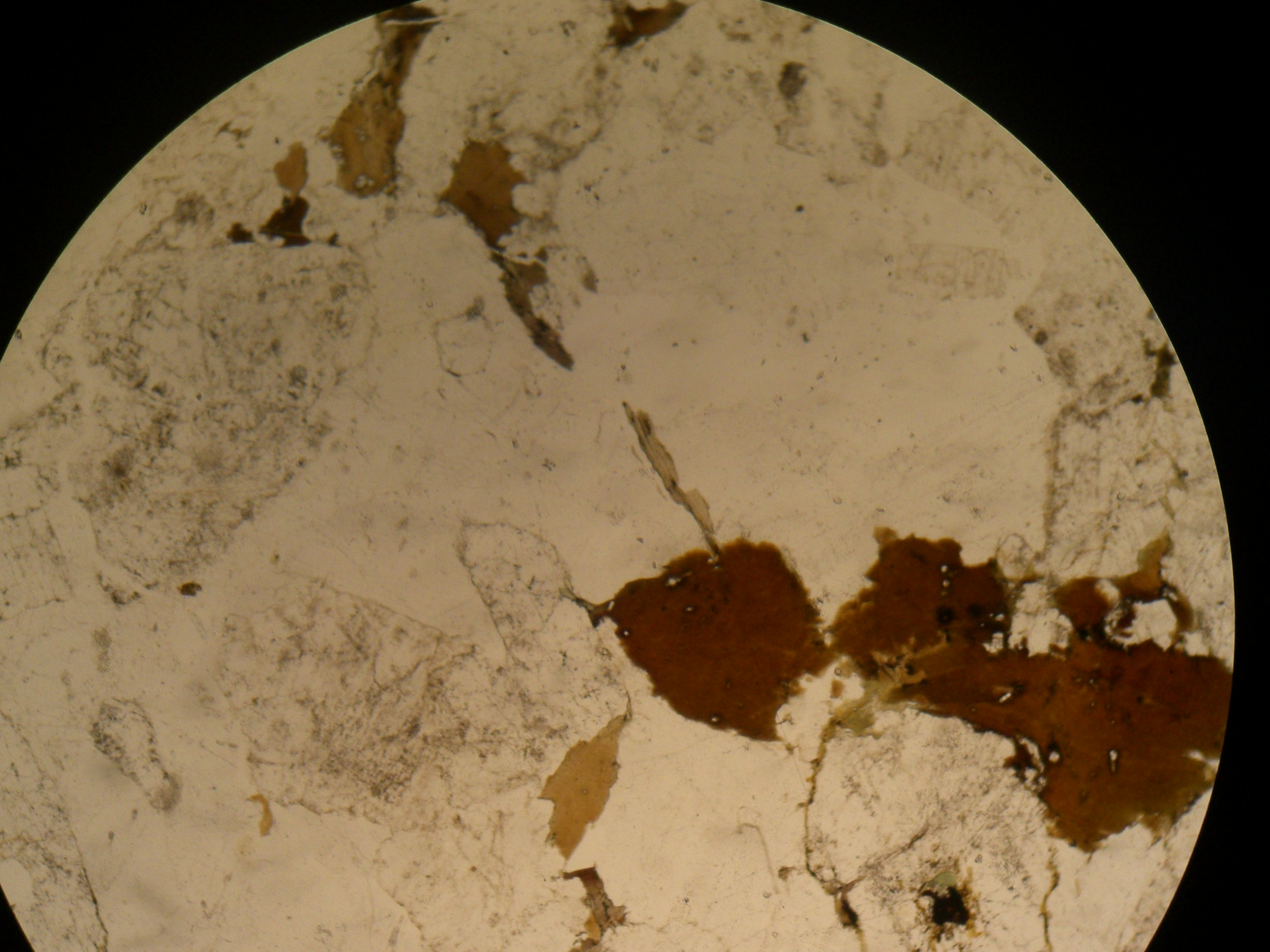
花崗閃緑岩のオープンニコル像(1)

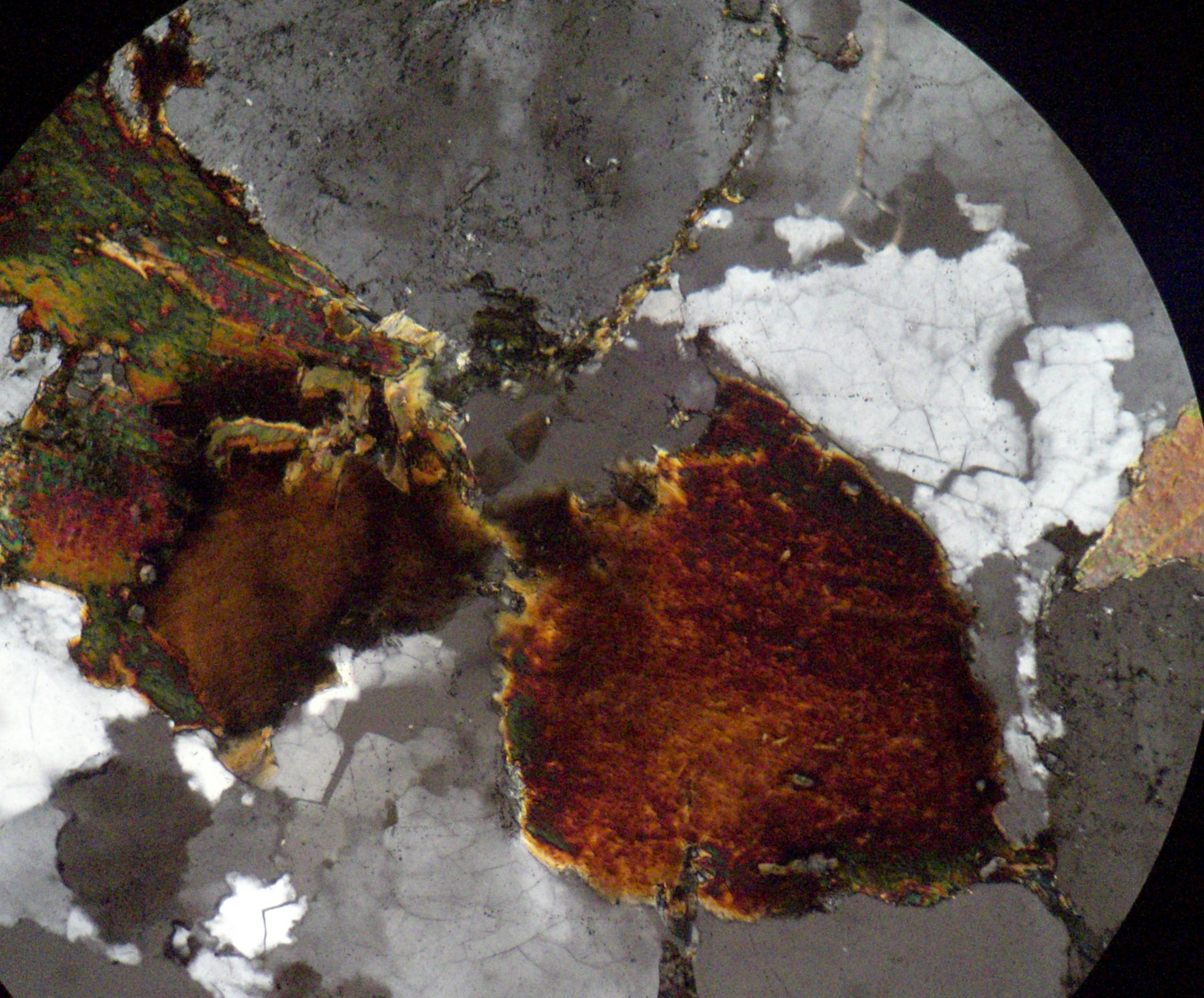
(1)のステージを回転させたときの状態（倍率は変えてある）

### オルソスコープ観察
コンデンサ、およびベルトランレンズを用いずに観察を行う方法である。偏光顕微鏡観察では通常この方法をさし、このとき試料は通常の光学顕微鏡観察のときのように試料の形がみえる。

#### オープンニコル
光路に偏光子のみを差し込んだ状態で観察を行う場合を「オープンニコル」（開放ニコル）と呼ぶ。試料プレパラートを入れない状態で接眼レンズを覗くと明視野（光源色の白から薄い黄色）に見える。
たとえばここに花崗岩の薄片標本を入れた場合、肉眼および通常の光学顕微鏡では白色透明にみえる石英・長石は鉱物種・結晶の方向にしたがって減光が起こり、白色-灰色-黒色と変化する。ステージを回転させるとこの減光は変化し、その周期は90°角ごととなることが観察できる。これは、石英・長石は偏光特性をもつため、光源からの直線偏光が角度依存で減光をうけたことによる。これを利用して試料の形、色、屈折率などの測定を行う。

#### クロスニコル
光路に偏光子に加え、検光子を差し込んで観察を行う場合を「クロスニコル」（直交ニコル）と呼ぶ。この状態で試料プレパラートを入れずに接眼レンズを覗くと暗視野に見える。これは2つの偏光板によって光線が遮断されているためである。
ここに花崗岩の薄片標本を入れた場合、石英・長石などの構成鉱物が偏光を乱すため、鉱物種・結晶の方向に従って光って見える。オープンニコルの場合と同様、ステージを回転させると90°角ごとに増光・減光が起こる。また、偏光特性によって位相が乱されることにより、紫色・緑色・青色・白色・オレンジ色などの干渉色が観察される。
この増光-減光周期は消光角とよばれ、ステージの目盛りを用いて測定を行うことができる。この角度は鉱物依存であるため同定に用いられる。また、試料によって発生する位相差の量をリタデーションと呼ぶが、色変化を利用してこれを測定できる。
干渉色の変化を明瞭に観察するためには鋭敏色板を挿入する。これは通常530nmの位相差を発生させる光学素子で、位相差のわずかな変化を明瞭な色変化として確認できる。また位相の方向を知るためには1/4波長板を利用する。挿入による色変化によって位相ずれの方向を検出可能である。

### コノスコープ観察
コンデンサとベルトランレンズを光学系に入れ、対物レンズの射出瞳を直接観察する方法である。この観察法では試料の形は測定できず、試料を通過した光によってできる干渉渦を観測することになる。この方法は試料の一軸性と二軸性の識別や、光軸角の測定に用いられる。

## 適用範囲

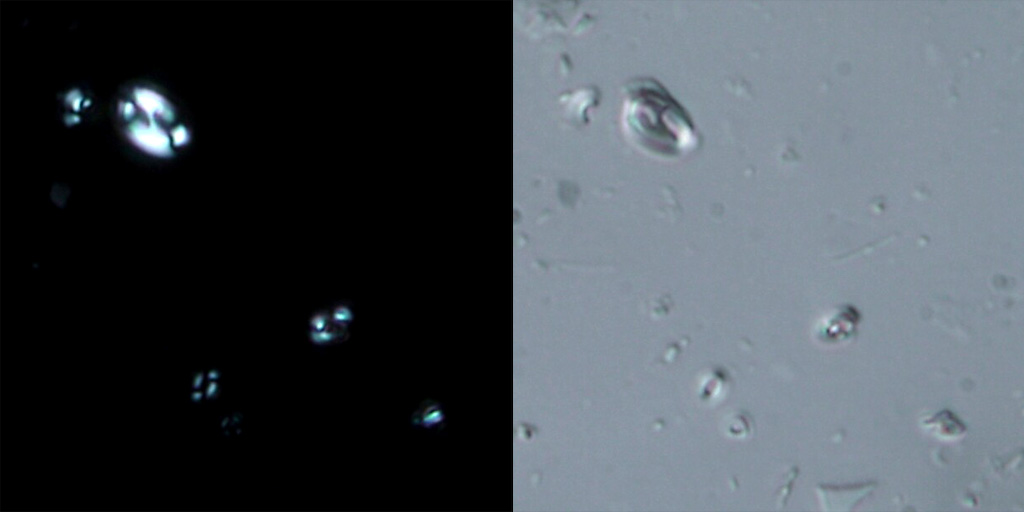
海底堆積物中の円石の検出例。偏光像（左）と微分干渉像（右）

岩石や鉱物の観察において汎用される。岩石は多様な鉱物が混在したものであるが、これはただ明視野で観察するだけでは混在する鉱物の種別が困難であるか、事実上不可能である。偏光顕微鏡を用いて観察すると構成する鉱物の種類によって偏光特性が異なるため、岩石組織中の構成鉱物を見分けることができる。これによって岩石の地質学的な由来へのアプローチが可能となる。
偏光顕微鏡は結晶の構造決定にも役立つ。例えば塩化ナトリウム水溶液（食塩水）を常温で再結晶させると、さいころ型の結晶（立方晶）となることは有名である。この結晶は偏光特性を示さず、偏光顕微鏡で観察しても特徴はみられない。しかし塩化ナトリウムは0℃以下では2分子の結晶水をもつようになり、このときの結晶構造は単斜晶をとる。これは偏光特性を示すことが偏光顕微鏡で確認できる。
生物学においては偏光性組織の観察に用いられる。例えば、生物骨格は偏光特性を示すため微小生物の骨格を非破壊的かつ簡易的に測定できる。また、アクチン繊維の挙動の観察などにも用いられる。現在では紡錘体は細胞分裂の際に形成される組織であり、その正体は微小管であることが分かっているが、かつてはこれが観察を行う際の処理によってできる人工的な組織（アーティファクト）である可能性があるという説が存在した。偏光顕微鏡は紡錘体の観察に活躍し、アーティファクト説が退けられた。他に、アミロイドや尿酸などの、生体に沈着した結晶質の異常の観察にも役立つ。
偏光顕微鏡は石綿の測定にも利用される。石綿は建築現場の解体の際などに問題になるが、現場に石綿らしきものがあってもそれはグラスウールなどであるかもしれないし、調査が必要なサンプルには天然繊維や化学繊維くずなどが混在していることが多々あるため石綿の確実な存在確認は容易ではない。ここで、石綿は偏光特性を示し、グラスウールは通常偏光特性を示さないという特徴を利用することで、有機繊維を除いたサンプルは偏光顕微鏡による判別が可能となる。
ガラスは歪みを加えると偏光特性が変化する。たとえばヒビの入ったガラス板をクロスポーラ下で観察すると、ヒビ進行部周辺が白くなっていることが観察できる。このことを利用してガラス製品の不良を検査できる。
ガラス細工を行う際、加工後の熱処理（アニーリング）を適切に行わないと、内部にひずみが生じたまま固化しその部分が物理的に脆弱になる。このようなガラス製品は不良品であるため検査を行う必要があるが、偏光を応用するとひずみを目視確認することが可能になる。偏光顕微鏡は微細なガラス製品の製品検査に利用される。

## 岩石の薄片試料の調製
偏光顕微鏡で岩石や鉱物を観察する際にはその厚みを20-30μｍ程度まで薄くする必要がある。一般にこれらの試料は堅いため、生物学におけるプレパラート作成とは異なった方法が必要となる。
まず、「岩石カッター」と呼ばれるディスクグラインダー状の機械を用いて、試料を数mm厚に切り出し、大まかに整形する。これを切削・摩滅させて薄くさせていくことになる。回転する金属盤にカーボランダムを付着させ、水を流しながら回転させて「回転砥石」とする方法が一般的である。
長さの測定器や透光度をみるなどして均一に削れているかを確認し、適当な厚みになったらスライドガラスに載せ、バルサムや封入材を用いてカバーガラスとの間に封入する。これによって岩石プレパラートは調製される。砂状の試料の場合は、生物細胞などと同様、簡単に封入作業は行える。もろい試料の場合は真空引きし、合成樹脂を含浸させるなどして固化させ（生物試料の包埋に近い）切断する場合などがある。

## 応用
複屈折イメージング偏光顕微鏡
試料の回転角と像を同時計測し、画像処理によって試料の複屈折量を自動算出する顕微鏡システム。顕微鏡のステージにエンコーダなどを組み込み、CCDカメラなどで像を観測し、これをソフトウェア制御することで自動計測を行うようである。LC-PolScopeなどが有名。
微分干渉顕微鏡
偏光と干渉を利用し、無染色の試料を高コントラストで観察することができる顕微鏡である。